# Assiminea infirma
Assiminea infirma là một loài ốc có mài nhỏ sống ở biển trong họ Assimineidae., sống ở đầm ngập mặn; of the Badwater Basin ở thung lũng Death, California, Hoa Kỳ.
Đây là loài đặc hữu của sa mạc Mojave ở California.